# 寺沢武一
寺沢 武一（てらさわ ぶいち、男性、1955年〈昭和30年〉3月30日 - 2023年〈令和5年〉9月8日）は、日本の漫画家。北海道旭川市出身。代表作である『コブラ』は全世界での発行部数が5,000万部を超えるヒットを記録している。

## 来歴
1955年3月30日、北海道旭川市に出生。札幌育ち。本名は「武一（たけいち）」。
1974年、北海道旭川東高等学校卒業。浪人時代、他に仕事が無かったことから、漫画家を志す。本来は医学部志望だった。
1976年、手塚プロダクションのアシスタント募集のために投稿したマンガが手塚治虫の目に止まり、手塚治虫に師事。上京し、手塚プロダクション・漫画部スタッフとして働いた。
1977年、マンガ「大地よ、蒼くなれ」が第13回手塚賞佳作に入選。同年、『週刊少年ジャンプ増刊号』にて一話読み切りの『コブラ』でデビュー。
1978年、『週刊少年ジャンプ』本誌において『コブラ』連載開始（1985年まで）。1982年に初めてアニメ化された。
1985年、『週刊少年ジャンプ』にて『BLACK KNIGHT バット』連載開始。執筆（彩色）にPC-9801を導入。パソコンを取り入れた漫画家の先駆けとなった。
1987年、寺沢プロダクションを設立し、代表取締役に就任。『コミックバーガー』誌で『ゴクウ』連載開始。『フレッシュジャンプ』誌で『NINJAカブト』連載開始。
1990年、ジャニーズ事務所所属のアイドルグループ「忍者」のデビューシングル用のコスチュームをデザイン。
1992年、『コミックバーガー』誌で『武 TAKERU』連載開始。世界初のフルCGマンガと言われた。
1995年、ベルギー・デュルブイ市名誉市民章を受けた。
1996年、インターネットホームページ「Manga Magic Museum」開設。
1998年、人間ドックにより悪性脳腫瘍を発見。以後、3回の手術による治療・リハビリを繰り返すが、その後遺症で左半身が麻痺。
要介護4となり車椅子生活を余儀なくされ、排泄や入浴の介助も必要な状態になった。
1999年、『スーパージャンプ』誌で『GUN DRAGON Σ』連載開始。
2003年4月、著作権管理及びエージェント業務全般を行う会社「エイガアルライツ」を設立。
2003年12月、病気について公表。
2008年1月に、26年ぶりとなるTV版およびOVA版『コブラ』のアニメ製作が決定。OVA版では脚本・絵コンテ・監督を自ら担当。
2019年8月、『ARTWORKS OF COBRA』（玄光社）刊行。
2019年11月19日、新創刊のWEBコミック誌「COMIC Hu」でコブラの新作『COBRA　OVER THE RAINBOW』の連載を開始。
2023年9月8日、心筋梗塞のため東京都内で死去。68歳没。
2023年9月11日、訃報が寺沢プロダクションにより公表された。同時期にはtvkにて日曜夜9時30分枠で『スペースコブラ』が再放送中であり、9月17日の放送では追悼テロップが表記された。

## 特徴・逸話
- 作風にはアメコミの影響が強く見られる。『コブラ』や『カブト』等における東洋・日本文化描写もむしろ欧米作品風である。ただし日本人から見ての話であり、欧米人から見れば日本的な作風との事。
- 作画技法に凝ることで知られ、エアブラシやコンピュータグラフィックス効果を用いる。2次元コンピュータグラフィックスを初めて連載漫画の原稿作成に導入したパイオニア的存在としても知られている。カラー原稿は、背景の隅々にまで手が入れられており、漫画原稿にかかわらず単品のポップアートとしても通用する領域に達しており、海外における評価も高い。
- 反面、それゆえに遅筆であり、『コブラ』の週刊連載の際は、ストーリーの区切りごとに休載を挟んで、原稿を描き溜めて連載した。異例の扱いであるが、当時の週刊少年ジャンプの編集長の西村繁男がSF好きという事で気に入られていたため、特例として許された。
- デビューした当時の1970年代においては、女性キャラクターの露出度が非常に高いという作風の特徴から、少年漫画誌への掲載には物議を醸された。しかし絵のクオリティの高さにより女性ファンも増加することで次第に沈静化した。また主人公がクールな性格にもかかわらずルックスは三枚目、というキャラクター像も異色であった。
- 手塚治虫を師と仰いでいる。アシスタントに応募した当初は応募者の選考で絵柄が手塚治虫とは大いに異なるという理由で一度落とされたものの、手塚自身が寺沢の絵を気に入り採用を決めたと言う[12]。
- ジャンプコミックス版『コブラ』第1巻の後書きは師である手塚治虫。曰く「彼の絵は緻密で丹念である」との事。
- 荒木飛呂彦の漫画『魔少年ビーティー』の「ビー・ティー」は寺沢のイニシャルが元となっているという[13][注釈 2]。
- 荒木の作品『バオー来訪者』のジャンプコミックス版1巻に後書き寄稿。『「彼の作品は、僕のにおいと、とても近い」と、同じSF漫画として絶賛のコメントを2ページ掲載している。』[14]。
- 作中では「そうか」という台詞を「そお〜か」と発音する独特の台詞回しを使う場面が多い。
- 『スペースコブラ』の主人公コブラについて寺沢は「もともとコブラの声というのはクリント・イーストウッドの山田さんのイメージなんです。だから、常に山田さんだったらこんな風にしゃべるだろうな、というのを意識して書きました」と語っている[15]。

## 作品リスト
- シグマ45（1976 - 1977年頃）
- コブラ（読み切り版）（1977年）
- コブラ（1978 - 1984年、1986 - 2002年、2005 - 2006年） - アニメ化（劇場版・TV版・OVA ）・ゲーム化
- BLACK KNIGHT バット（1985年）
- 鴉天狗カブト（1987年、1988 - 1989年） - アニメ化（TV版）
- ゴクウ（1987年 - ?） - アニメ化（OVA）
- 武 TAKERU（1992年 - ?）
- 新撰組GUNDRAGONシリーズ
  - GUNDRAGON Σ（1998年 - ?）
  - GUNDRAGON II（2004年 - ?）

## 師匠
- 手塚治虫

## アシスタント経験者
- 今泉伸二
- 正子公也